# ثاو بانجليس
ثاو بانجليس (بالإنجليزية: Thaao Penghlis)‏، ممثل أسترالي من أصل يوناني، من مواليد 15 ديسمبر 1945، وأشترك في دور عبد الحكيم عامر في فيلم سادات وهو المخلص للرئيس جمال عبد الناصر ليقود الحرب على إسرائيل.

## وصلات خارجية
- Thaao Penghlis official website
- Filmweb Graphics[وصلة مكسورة]
- ثاو بانجليس على موقع IMDb (الإنجليزية)
- ثاو بانجليس على موقع ألو سيني (الفرنسية)
- ثاو بانجليس على موقع أول موفي (الإنجليزية)
- ثاو بانجليس على موقع قاعدة بيانات الأفلام السويدية (السويدية)
- ثاو بانجليس على موقع إن إن دي بي (الإنجليزية)
- ثاو بانجليس على موقع قاعدة بيانات الفيلم (الإنجليزية)
- ثاو بانجليس على موقع كينوبويسك (الروسية)